# Мюнстер/Оснабрюк
Міжнародний аеропорт Мюнстер/Оснабрюк (нім. Flughafen Münster/Osnabrück, (IATA: FMO, ICAO: EDDG)) — другорядний міжнародний аеропорт у німецькій землі Північний Рейн-Вестфалія, розташований неподалік від Грефена, за 25 км на північ від Мюнстера та за 35 км (22 милі) на південь від Оснабрюкка. Аеропорт обслуговує територію півночочі Руру, західної та південно-західної Нижньої Саксонії, Емсланд, Вестфалія та частину Нідерландів, а також рейси до деяких європейських міст та місць відпочинку.

## Авіалінії та напрямки (вересень 2022)
| Авіакомпанія      | Пункт призначення |
| ----------------- | --- |
| Aegean Airlines   | Сезонний чартер: Іракліон |
| Corendon Airlines | Анталія, Гран-Канарія, Ізмір, Мадейра, Пальма-де-Мальорка, Тенерифе-Південний, Фуертевентура, Хургада Сезонний: Адана, Анкара, Іракліон, Зонгулдак, Кайсері, Кос, Родос, Фару |
| Eurowings         | Пальма-де-Мальорка |
| GP Aviation       | Чартер: Приштина |
| Lufthansa         | Мюнхен, Франкфурт |
| Ryanair           | Сезонний: Корфу, Пальма-де-Мальорка |
| SunExpress        | Сезонний: Анталія |

## Статистика

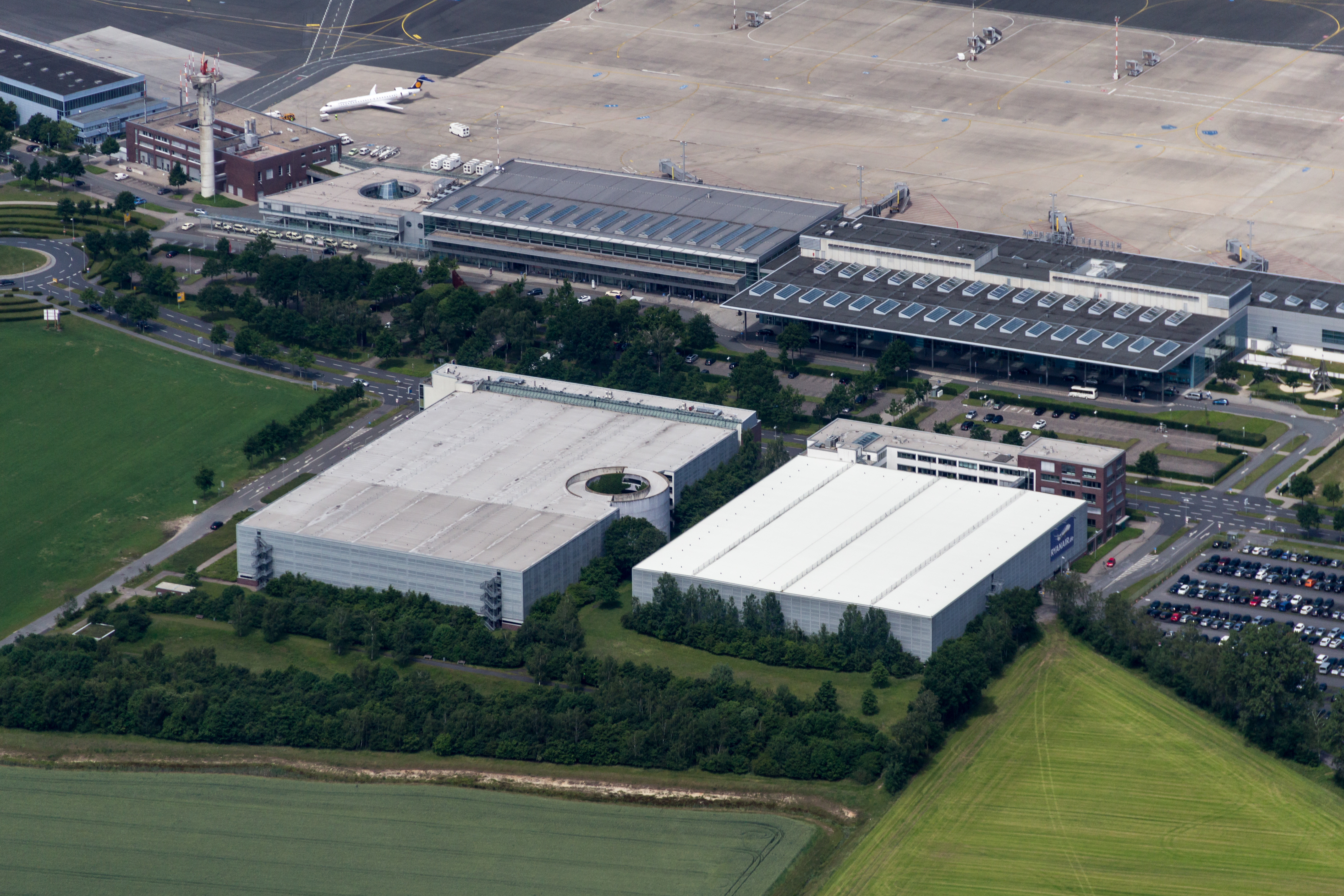
Головний термінал

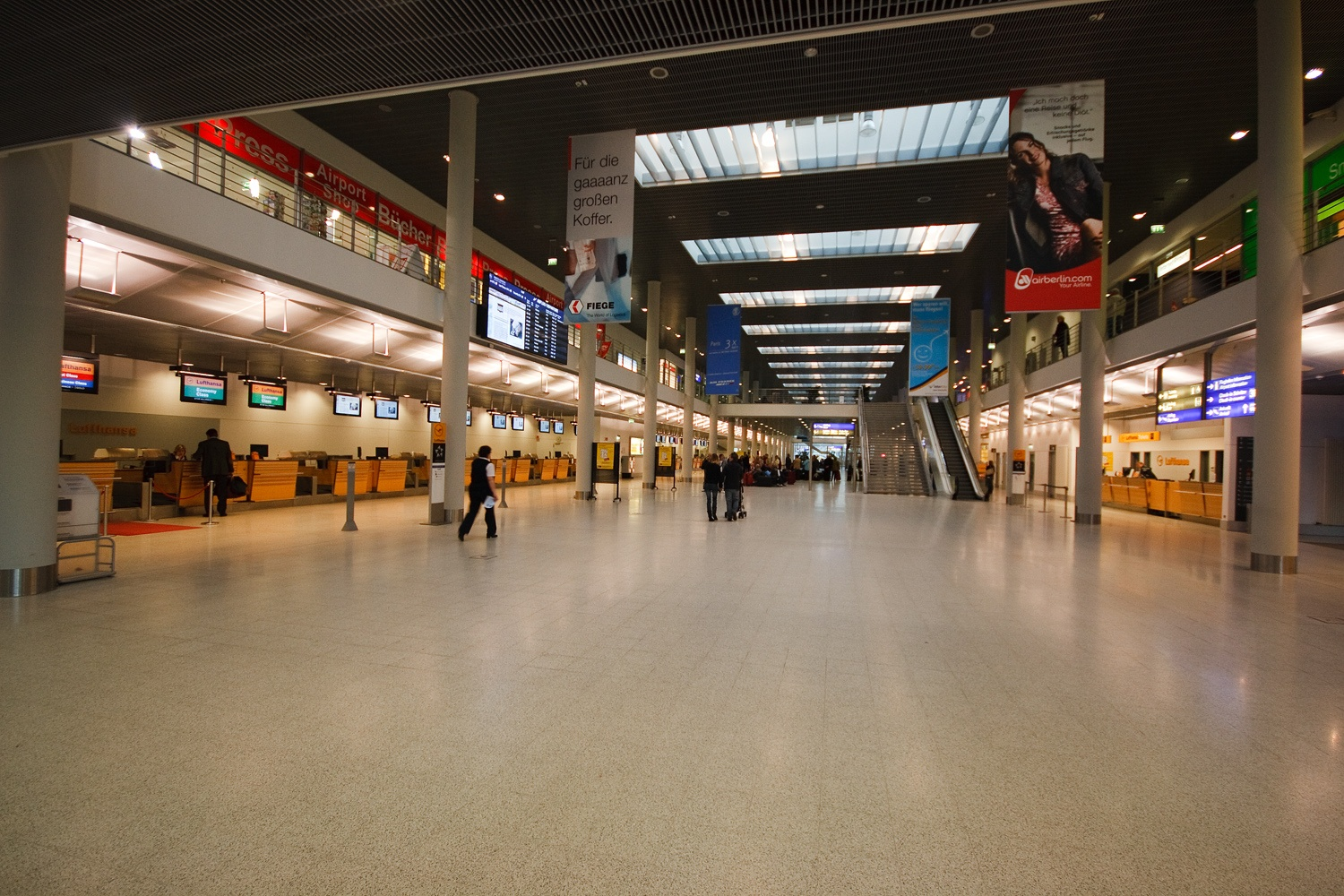
Зал реєстрації

Див. джерело запитів Вікіданих та джерела.
| 2000                                     | 1,764,885   |
| 2001                                     | ▼ 1,607,437 |
| 2002                                     | ▼ 1,476,734 |
| 2003                                     | ▲ 1,512,786 |
| 2004                                     | ▼ 1,488,661 |
| 2005                                     | ▲ 1,540,656 |
| 2006                                     | ▲ 1,551,173 |
| 2007                                     | ▲ 1,606,425 |
| 2008                                     | ▼ 1,570,506 |
| 2009                                     | ▼ 1,382,069 |
| 2010                                     | ▼ 1,332,456 |
| 2011                                     | ▼ 1,323,689 |
| 2012                                     | ▼ 1,020,917 |
| 2013                                     | ▼ 853,904   |
| 2014                                     | ▲ 899,595   |
| 2015                                     | ▼ 817,049   |
| 2016                                     | ▼ 787,000   |
| 2017                                     | ▲ 959.493   |
| 2018                                     | ▲ 1.026.625 |
| 2019                                     | ▼ 986,260   |
| Джерело: ADV German Airports Association |             |